# سد وادي بيش
سد وادي بَيْش هو أحد السدود الواقعة في منطقة جازان جنوب غرب السعودية، شيد في عام 1430هـ، ويقع تحديداً على وادي بيش أحد أودية تهامة. ويعد سد وادي بيش ثالث أكبر مخزون مائي استراتيجي في المملكة، ويمكنه إمداد مدن وقرى منطقة جازان الساحلية باحتياجها اليومي من المياه لأكثر من ثلاث سنوات.

## نبذة
يقع سد وادي بيش في أقصى الجنوب الغربي من المملكة العربية السعودية في منطقة جازان، حيث يبعد عن محافظة بيش 40 كيلو في الشمال الشرقي ويعتبر مخزون المياه في السد من أكثر مخزون مياه عذبة في شبه الجزيرة العربية.

## محطة تنقية المياه
بني على السد محطة لتنقية المياه بطاقة 150 ألف متر مكعب يومياً، وسترتفع عند اكتمال توسعة المشروع إلى 220 ألف متر مكعب في اليوم.